# 移動

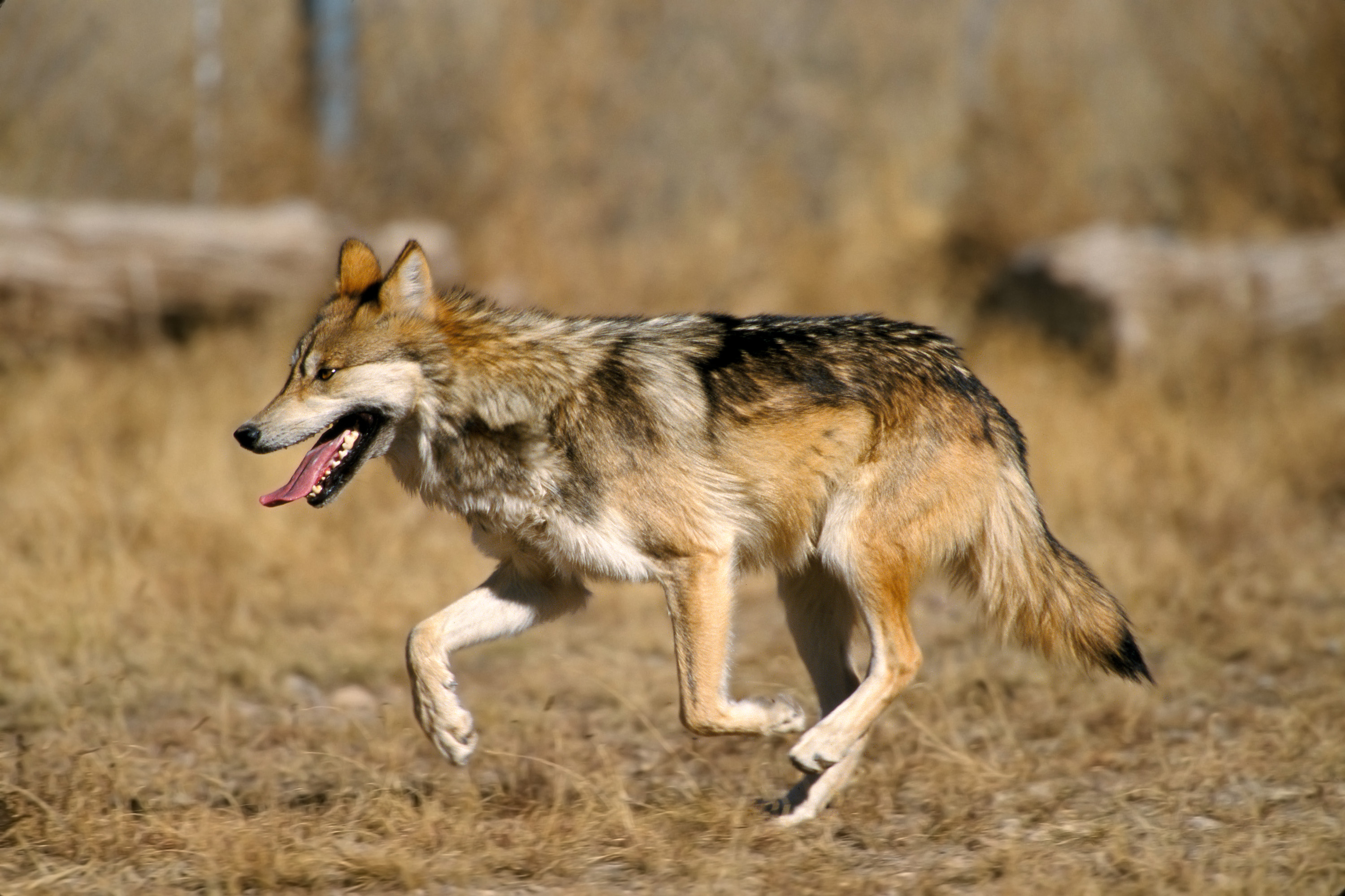
地上の、ある場所から他の場所へと位置を変える。／画像は走るメキシコオオカミ。

ルールの範囲内の、ある場所から他の場所へと位置を変える。／画像はチェスにおける駒の移動の一つ「アンパッサン」。

移動（いどう）とは、ある場所から他の場所へと位置を変えること。移り動くこと。移り動かすこと。動いて位置が変わること。動かして位置を変えること。

## 空間における移動

### 生物の移動
生物は移動なくして拡散も繁栄もしない。
生物学の分野では、生物がそれまで棲息していた場所から別の場所へ移ることを「移動」といい、「移住」ともいう。運動性の大きい動物は速やかな移動を行う。植物は様々な方法によって徐々に移動して分布域に変化をもたらすが、その方法のなかで劇的な変化をもたらす可能性の高いものは、風媒による移動と動物の運動性を利用した移動である。

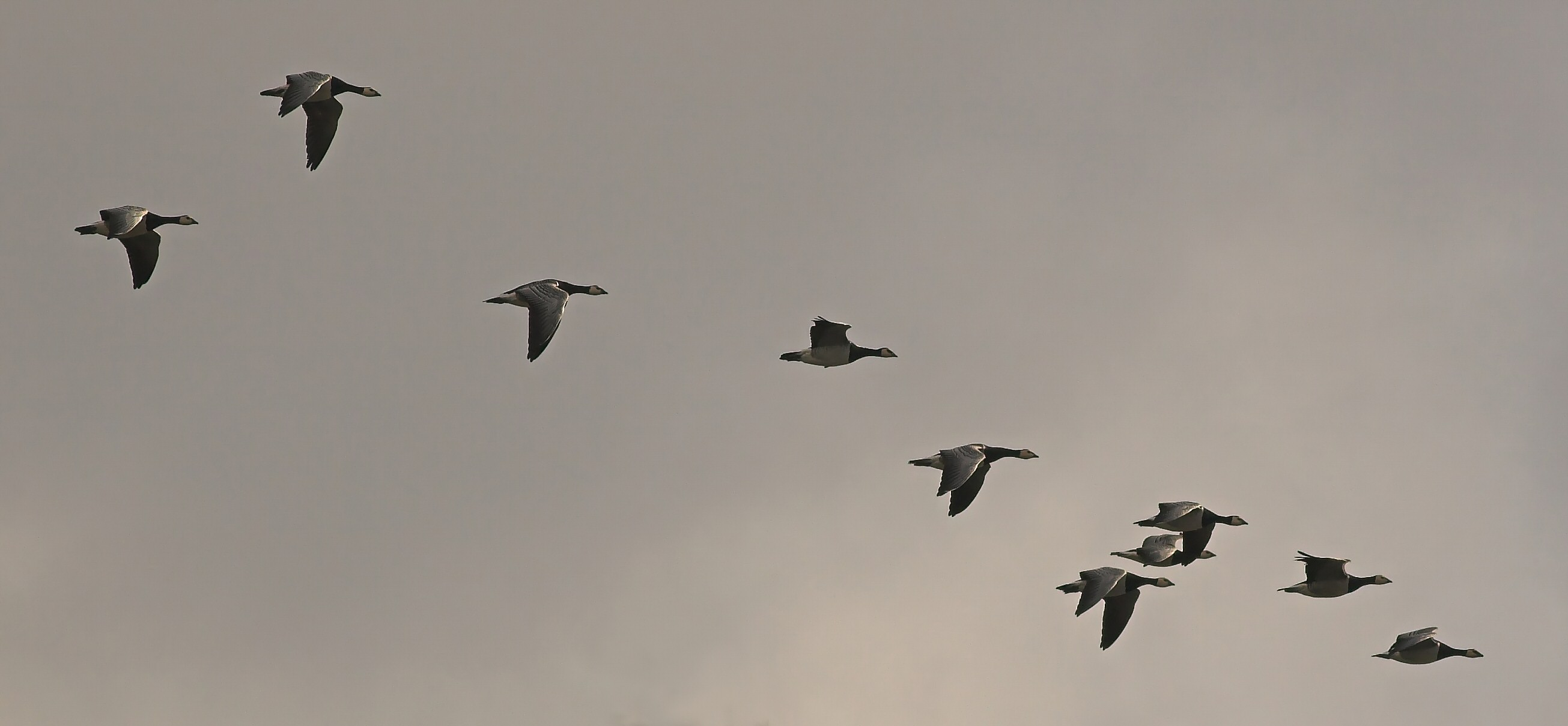
編隊を組んで回帰移動する（渡りをする）渡り鳥。画像はカオジロガン。

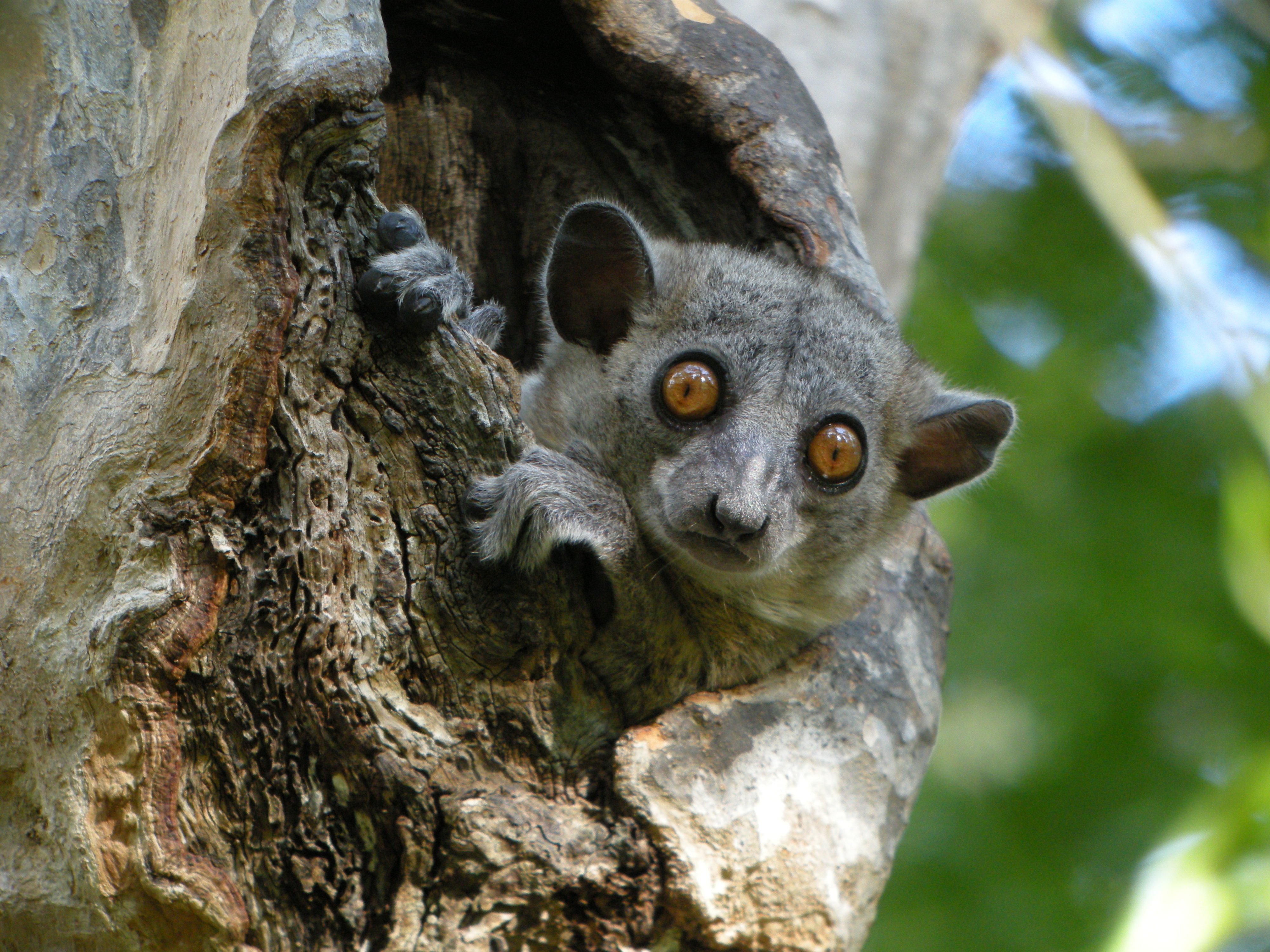
キツネザルの進化はアフリカ大陸にあった住み処ごと災害的水流に巻き込まれるなどして海に流されたたった1種の共通祖先の個体群がマダガスカル島に漂着したことから始まったと考えられている。

ある場所から別の場所へ出ていくことを「移出（英: emigration）」といい、入ってくることを「移入（英: immigration）」という。この移出と移入が周期的に反復する移動を「回帰移動」といい、回帰しない移動を「非回帰移動」という。渡り鳥や回遊魚は回帰移動をする動物の代表的なものである。ヨーロッパ大陸のレミングの移動や、有史以来諸大陸で記録されてきたバッタの大発生（cf. 蝗害）のような、過密した集団の緩和のための移動（密度依存的移動）は、非回帰移動の代表例である。
動物の、運動器官を用いた移動運動（英: locomotion；ロコモーション）で能動的なものは、索餌や捕食を目的とした移動が中心であるが、捕食者や敵からの逃避としての移動、繁殖のための移動、越冬のための移動、乾季に水を求めての移動、雨季に出水を避けるための移動などもある。一方で、受動的な移動としては、気流や水流（特に海流）によって運ばれてしまうケースがこれにあたる。受動的移動は、小動物でよく起こると考えられるが、植物の種子や真菌類の胞子の散布移動はむしろ大いにこの移動に頼っているところがある。
また、行動圏自体の位置が変わるために起こる移動も2種類に分類され、一つは、一生のある時期に定住地を変える移動であり、今一つは、新生個体の出生地から定住地までの分散と呼ばれる移動である。

## 遺伝子の移動
遺伝学の分野では、交配集団の間で個体または個体群の出入りによって遺伝子が移動することを「移動」という。

## 数学における移動

### アフィン変換
数学の分野で「移動」といえば、アフィン空間の平行移動、すなわち「アフィン変換」を意味する。 ただし、一般には、変換群をもった等質空間での変換のことを指すこともある。

## 言語における移動

### 移動動詞
移動にまつわる語としては、行く、来る、進む、戻る、帰る、出る、入る、上るなど、主体の位置を変えるような動作を表す動詞は移動動詞である。本項では、これらの語についてとその概念について解説する。

### 行くと来る
行く（ゆく、いく）はあるものが中心になる点から遠ざかっていくこと、来る（くる）は、逆に近づいていくことである。この2つは移動動詞の基本的な存在で、方向性をもつ。必ず主体と到達点を記す必要があり、主に中心となるのは、話し手が多いが、話し手自身が主体になることもあるので、その場合は、最初の位置、または現在位置が基準となる。また、文によっては、主体が省略されていることもある。
意味としては、「～が～から～へ行く」または来るで、が格に自力で移動できる物がたって移動、移動できない物が立ったときは誰かによりもたらされるという意味の届く、「～は～へ行く」のときは交通機関や施設、道路がが格に立って通じる、「～を行く」のときは、特定の方向への移動でない通行、「～まで行く」のときの事柄が在る程度の度合いに達する抽象的な到達、「～が来る」であれば、時期を表す語が主語に立つ到来、因果関係を表し、が格に生じた事実、から格には結果の立つ由来などがある。
なお、「行く」は「ゆく」と読むのが通例であるが、「いく」という読み方も奈良時代から使われており、鎌倉時代に入って一時ほとんど見えなくなったが、現在では、書き言葉では「ゆく」、話し言葉では「いく」と使い分けられることが多い。